# Система смазки

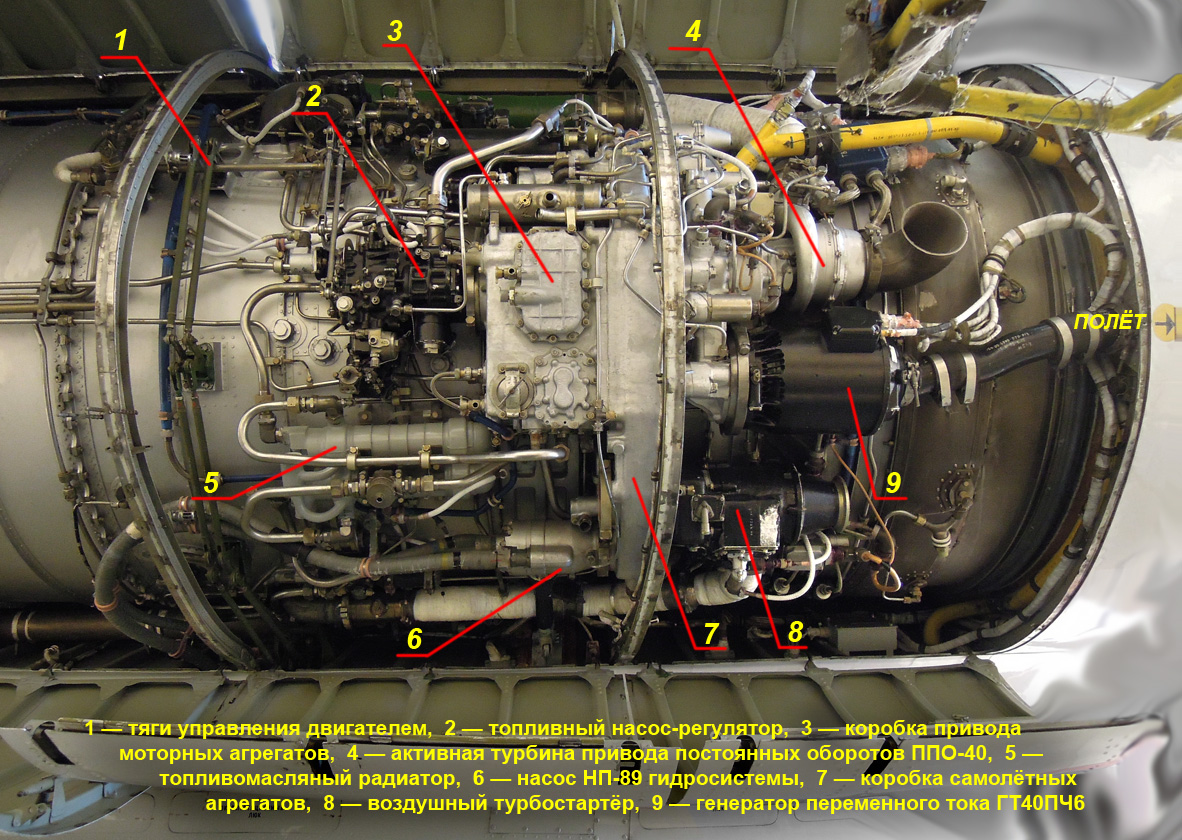
Коробка приводов (3) реактивного двигателя НК-8 — и ёмкость для смазки, и место установки подающего масляного насоса. Рядом стоит теплообменник (5)

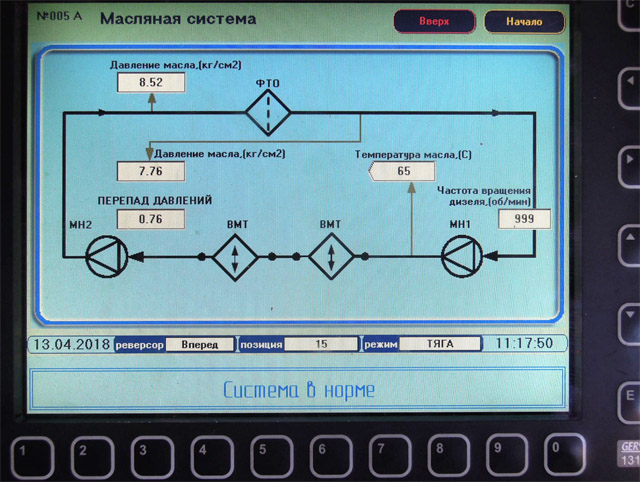
Кадр дисплея «Масляная система» тепловоза 2ТЭ25КМ на 15-й позиции (номинальном режиме работы дизеля)

Система смазки двигателя или иной машины предназначена для подачи масла для смазки и охлаждения подшипников и других трущихся деталей, а также для удаления продуктов износа. В общем случае включает в себя следующие основные части:
- ёмкость для смазки (бак или картер)
- насос той или иной конструкции
- как правило — защитный редукционный клапан
- фильтр (иногда несколько)
- магистрали подачи смазки к потребителям (трубопроводы, каналы и др.)
- при замкнутой системе — обратные (отводящие) магистрали
  - в некоторых случаях — также откачивающие масляные насосы (в основном в газотурбинных двигателях)
- иногда — маслоохладитель (радиатор или иной теплообменник)

В некоторых случаях в системе смазки используется не смазочное масло, а иная смазка.
Исполнение элементов системы смазки может быть совершенно различным: так, на многих лёгких двигателях внутреннего сгорания маслоохладитель конструктивно отсутствует (масло охлаждается за счёт омыва картера воздухом); на некоторых двигателях (например, двигатель ЗМЗ-4062 автомобилей «Волга», двигатель воздушного охлаждения МеМЗ-968 автомобилей «Запорожец», в комплекте с дизелем 2Д100 на тепловозе ТЭ3, на турбовинтовых двигателях — к примеру, НК-12) установлены воздушно-масляные радиаторы, некоторые двигатели (к примеру, тяжёлый дизель Д49) комплектуются водомасляным теплообменником, также встречается топливомасляный теплообменник (на многих турбореактивных двигателях).
Сильно различается и исполнение фильтров — они могут быть полнопоточными (фильтрующими весь поток масла от насоса) и неполнопоточными, разделяться на фильтры грубой и тонкой очистки. Так, на лёгких двигателях, как правило, применён один полнопоточный фильтр тонкой очистки, на устаревших двигателях (например, МеМЗ-968) применена лишь центрифуга. На дизелях ряда ЯМЗ-236/238 (установлены на грузовиках МАЗ, Урал и др.) установлены щелевой (сетчатый) фильтр грубой очистки и центрифуга тонкой очистки, на дизелях Д49 — неполнопоточные центрифуги и полнопоточные фильтры тонкой очистки.
Насосы же, напротив, как правило, не отличаются разнообразием конструкций, в большинстве систем с жидкой смазкой применяются шестерённые насосы, лишь в некоторых случаях (например, в поршневых компрессорах) применяется пластинчатый (коловратный) или иной тип насоса. Так, именно коловратным насосом оборудованы локомотивные компрессоры 1КТ, КТ-6, КТ-7 и промышленные ПК-3,5 и ПК-5,25, применяемые в том числе на локомотивах.